# Karl Otto (politiker)
Karl Otto (ursprungligen Karl Otto Andersson; i riksdagen kallad Otto i Kristinehamn), född 9 april 1856 i Karlskoga socken, död 8 augusti 1923 i Uppsala, var en svensk predikant, tidningsman och politiker (liberal). 
Karl Otto, som var son till en bergsman, genomgick Svenska missionsförbundets missionsskola 1873–1875 och var därefter predikant i Karlskoga 1877–1889 och i Kristinehamn 1889–1904. Han var därefter ägare och redaktör för Ansgarii-Posten i Kristinehamn 1904–1918, varefter han blev redaktör för Västmanlands Nyheter i Västerås och senare platsredaktör i Uppsala.
Han var riksdagsledamot i andra kammaren 1906–1911, fram till 1908 för Kristinehamns, Filipstads och Askersunds valkrets och från 1909 för Kristinehamns och Filipstads valkrets. Som kandidat för Frisinnade landsföreningen tillhörde han Liberala samlingspartiet i riksdagen. Han var bland annat ledamot i andra kammarens tillfälliga utskott 1909.